# Angeliño
Angeliño (* 4. Januar 1997 in Coristanco; bürgerlich José Ángel Esmorís Tasende) ist ein spanischer Fußballspieler. Er ist auf dem linken Flügel defensiv wie offensiv einsetzbar und steht aktuell bei der AS Rom unter Vertrag. Darüber hinaus spielte er dreimal für spanische Nachwuchsnationalteams.

## Karriere

### Verein
Angeliño begann seine Karriere in den Escolas Luis Calvo Sanz in Carballo, Provinz A Coruña. 2007 wechselte er zu Deportivo La Coruña.

#### Manchester City
2013 ging er nach England zu Manchester City.

#### Leihen nach New York, Girona, Mallorca und Breda
Am 16. Juni 2015 wurde er in die Vereinigten Staaten an den Schwesterklub New York City FC verliehen, für den er wenige Tage nach der Verpflichtung sein Debüt in der MLS gab.
Im Januar 2016 debütierte er nach seiner Rückkehr nach Manchester für die Profis, als er im FA Cup gegen Aston Villa in der Schlussphase für Gaël Clichy eingewechselt wurde. Sein internationales Debüt für City gab er im August 2016, als er im Rückspiel des Champions-League-Playoffs gegen Steaua Bukarest in Minute 60 für Nolito ins Spiel gebracht wurde.
Im Januar 2017 wurde Angeliño an den spanischen Zweitligisten FC Girona verliehen. Noch im selben Monat wurde er aber an den Ligakonkurrenten Gironas, den RCD Mallorca, weiterverliehen, ohne ein Spiel für die Katalanen absolviert zu haben.
Zur Saison 2017/18 wurde Angeliño in die niederländische Eredivisie an NAC Breda verliehen. Dort etablierte er sich als Stammspieler und erzielte in 34 Ligaeinsätzen drei Treffer.

#### PSV Eindhoven
Zur Saison 2018/19 wechselte Angeliño innerhalb der Eredivisie zur PSV Eindhoven. Er unterschrieb einen Vertrag mit einer Laufzeit bis zum 30. Juni 2023. Auch hier etablierte er sich als Stammspieler und kam in 34 Ligaspielen stets in der Startelf zum Einsatz.

#### Rückkehr zu Manchester City
Zur Saison 2019/20 kehrte Angeliño zu Manchester City zurück. Er unterschrieb beim amtierenden Meister einen Vertrag mit einer Laufzeit bis zum 30. Juni 2023.

#### RB Leipzig
Nachdem Angeliño hinter Benjamin Mendy und Oleksandr Sintschenko auf der Linksverteidigerposition lediglich zu 6 Ligaeinsätzen gekommen war, wechselte er Ende Januar 2020 bis zum Saisonende auf Leihbasis zum Bundesligisten RB Leipzig. Am 22. Februar 2020 erzielte er im Bundesligaspiel gegen Schalke 04 sein erstes Tor für den Verein. Der Spanier kam schnell im deutschen Fußball an und spielte anfangs im linken Mittelfeld, rückte aber dann nach einer zeitweiligen Umstellung auf eine Viererkette auf die Linksverteidigerposition, wohingegen von dort Lukas Klostermann in die Innenverteidigung verschoben wurde. Mit den Sachsen wurde Angeliño in der Bundesliga Dritter und gelangte mit ihnen bis ins Halbfinale der Champions League, in dem man Paris Saint-Germain unterlag. Während der Sommerpause wurde die Leihe für die Saison 2020/21 verlängert.

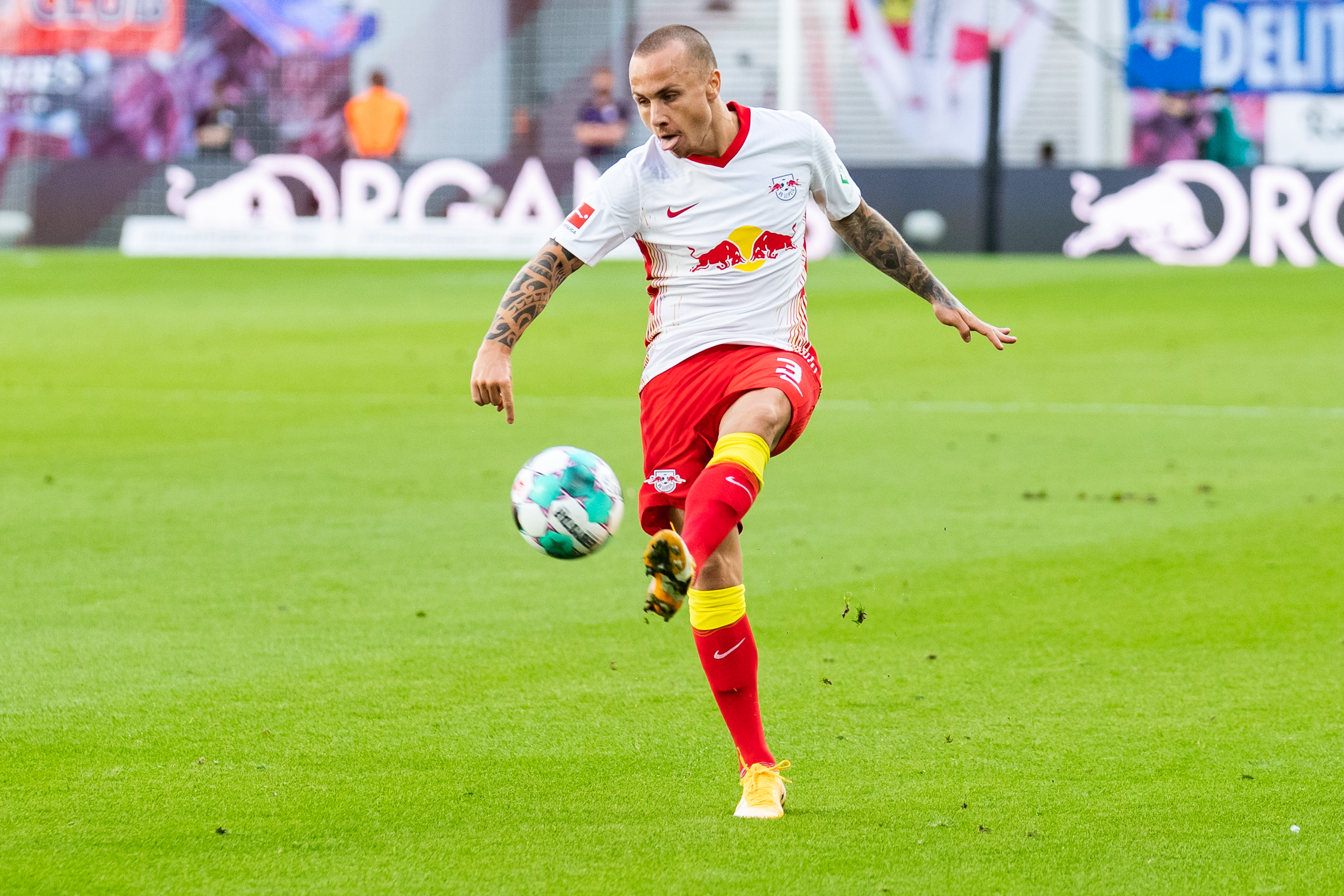
Spielszene (2020)

In dieser verblieb der Spanier auf der linken Außenbahn, wobei er als Teil einer Viererkette defensiver agierte, beim Einsatz von drei Innenverteidigern hingegen mehr nach vorne orientiert. Angeliño stand in jeder der 21 Partien bis zum Jahreswechsel in der Startelf, lediglich am 11. Spieltag saß er einsatzlos auf der Bank. Mit 14 Scorerpunkten war er der effektivste Leipziger Offensivspieler, lieferte auf der anderen Seite aber beispielsweise mit einer Zweikampfquote von nur knapp über 50 % lediglich durchschnittliche Leistungen ab. Mit je drei Treffern und Vorlagen war der Spanier darüber hinaus an den meisten Treffern RBs in der Champions-League-Gruppenphase beteiligt. Obwohl Angeliño weitaus häufiger im Mittelfeld eingesetzt wurde, bewertete ihn der kicker in seiner Rangliste für den Winter 2020/21 in der Kategorie Außenbahn defensiv als Einzigen als Weltklasse. Somit verdrängte er Konkurrenten wie den Dortmunder Raphaël Guerreiro, Mönchengladbachs Stefan Lainer oder Ridle Baku (VfL Wolfsburg) auf die weiteren Ränge. Angeliño selbst, der als Vorbilder Roberto Carlos und Marcelo angab, resümierte: „[Julian] Nagelsmann lässt mich sehr kreativ agieren. Er schränkt mich nicht ein, sondern gibt mir Vertrauen und die Freiheit, Entscheidungen zu treffen“. Jener Trainer Nagelsmann schrieb dem Spanier zu, in der Lage zu sein, „ohne große Anpassungsprobleme drei, vier verschiedene Positionen zu spielen“, weshalb er ungeachtet seiner Spielformation auf diesen setze. Selbst Mannschaftskamerad Marcel Halstenberg, den Angeliño auf Links verdrängt hatte, nannte seinen Konkurrenten einen „überragenden Kerl“. Vor dem 21. Spieltag (12. Februar 2021) zog Leipzig schließlich die vereinbarte Kaufoption und Angeliño erhielt einen festen Vertrag, der bis Juni 2025 gültig ist. In der Spielzeit 2021/22 gewann Angeliño im Finale gegen den SC Freiburg den DFB-Pokal mit RB Leipzig.

##### Leihen nach Hoffenheim und Istanbul
Nachdem RB Leipzig den Linksverteidiger David Raum im August 2022 von der TSG 1899 Hoffenheim verpflichtet hatte, wechselte Angeliño per Leihe mit Kaufoption für ein Jahr nach Hoffenheim. Sein Debüt für die TSG absolvierte er direkt im August 2022 in der Fußball-Bundesliga beim 3:2-Heimsieg gegen den VfL Bochum. Angeliño war in Hoffenheim ein fester Bestandteil der Startelf und so absolvierte er in der Bundesliga und im DFB-Pokal insgesamt 35 Pflichtspiele für die TSG und erzielte dabei 1 Tor und legte 12 Tore vor. Die TSG Hoffenheim beendete die Spielzeit 2022/23 nach langem Abstiegskampf auf dem 12. Tabellenplatz. Im Juni 2023 gab der Verein bekannt, dass die Kaufoption trotz überzeugender Leistungen nicht gezogen wird und Angeliño nach Leipzig zurückkehren wird.
Im Sommer 2023 wurde er für eine Spielzeit mit Kaufpflicht in die Türkei zu Galatasaray Istanbul verliehen. Die Leihe wurde im Januar 2024 vorzeitig beendet. Angeliño kam zu acht Ligaspielen.

#### AS Rom
Nach der Auflösung des Leihgeschäfts mit Galatasaray wechselte der Außenverteidiger nach Italien zu AS Rom. Für Rom bestritt er in der restlichen Saison 16 Ligaspiele und der Verein zog Ende Mai 2024 die Kaufoption.

### Nationalmannschaft
Angeliño spielte im November 2013 für das spanische U17-Nationalteam, als er gegen Deutschland zum Einsatz kam. Für die U21 folgten im Jahr 2018 zwei Einsätze.

## Erfolge
Manchester City
- Englischer Supercupsieger: 2019

RB Leipzig
- DFB-Pokal-Sieger: 2022

Auszeichnungen
- Einstufung als Weltklasse in der Rangliste des deutschen Fußballs: Winter 2020/21